# Березовський Іван Павлович
Березовський Іван Павлович (1923—1991) — український фольклорист, етнограф, доктор філологічних наук, лауреат республіканської премії в галузі літератури і мистецтвознавства, старший науковий співробітник, завідувач відділу етнографії Інституту мистецтвознавства, фольклору та етнографії ім. М.Рильського АН УРСР.
Народився у Криничках (Дніпропетровська область). Закін. Дніпроп. ун-т (1952).

## Науковий доробок
Іван Березовський є автором понад 200 наукових праць та 30 книг з української народної творчості.
Основне поле наукових інтересів — народні казки та загадки.
У 1968 p. виходить друком праця І.Березовського «Українська радянська фольклористика: етапи і проблеми розвитку», в якій висвітлюються основні моменти діяльності Кабінету музичної етнографії ВУАН. Значна увага автором приділена К.Квітці.
У планах його також було створити книгу «Україна і Схід (до проблеми взаємин в галузі народознавства)». У 1966 році у листі до Андрія Ковалівського він писав про те, що тривалий час працює над цим збірником і збирається присвятити йому ще більше часу.
|  | Це поки що моя позапланова тема. Ясно, що над нею доведеться працювати не один рік. Зібрав деяку бібліографію (біля 250 назв) і склав план нарису, який, за моїм задумом, повинен вийти обсягом 12-15 друкованих аркушів. |

Проте його планам так і не судилося бути втіленими у життя.

## Дослідження загадок
Визначав загадки із композиційної точки зору як одночленний паралелізм, другим членом якого є відгадка.
|  | «Загадки — це стислі поетичні запитання, мудрі сентенції, які в „прихованій“, часто нарочито завуальованій формі зображають окремий предмет чи явище через інші — на основі їх певної спорідненості, подібності, часом ледве вловимої і навіть далекої». |

Розробив власну класифікацію:
1. Природа: небо, земля, явища природи, рослинний світ, тваринний світ
2. Людина: фізична природа людини: будова житла, життя і смерть, матеріальне життя людини: їжа, одяг, взуття, речі домашнього вжитку
3. Трудова діяльність людини: освіта, музика, звичаї та обряди, абстрактні, загальні, умовні та зібрані поняття; головоломки, шаради та різноманітні запитання
4. Різні

## Дослідження казок
Тривалий час І.Березовський працював над створенням порівняльного покажчика сюжетів східнослов'янських казок. 

Разом із російськими та білоруськими фольклористами (Л. Г. Бараг, К. П. Кабашніков, М. В. Новиков) ним було видано «Сравнительный указатель сюжетов: Восточнославянская сказка» у 1979 році. Він був створений на основі методики А.Аарне, яку той використав у своєму покажчику «Указатель сказочных типов» (1910).

Іван Павлович неодноразово наголошував на нашаруванні у казках різних історичних епох та на вплив художньої літератури на розвиток казки як фольклорного жанру. Саме це пропонував брати за основу класифікації казок, проте власної так і не розробив. Його методи в подальшому використовували В. Давидюк, Л. Дунаєвська, О. Бріцина.

Кілька праць Березовського присвячено дослідженню художньої структури сюжетів казок про тварин. У 1986 році вийшла друком книга «Казки про тварин», до якої увійшли найвідоміші українські «тваринні» казки, а передмова була написана Іваном Павловичем.

## Основні наукові праці (опубліковані)
1. Героїко-фантастичні казки / упор. І. П. Березовський ; худ. В. І. Лопата. — К. : Дніпро, 1984. — 366 с.
2. Загадки / упор. І. П. Березовський ; худ. Г. С. Ковпаненко. — К. : Дніпро, 1987. — 158 с.
3. Історичні пісні / упор. І. П. Березовський. — К. : Радянський письменник, 1970. — 286 с.
4. Казки про тварин/ передмова І. П. Березовський. — К. : Дніпро, 1986. — 237 с.
5. Казки про тварин / упор. І. П. Березовський. — К. : Наукова думка, 1979. — 576 с.
6. Ключі ми долі куємо: революційні пісні на Україні / І. П. Березовський. — К. : Знання, 1987. — 48 с.
7. Сравнительный указатель сюжетов: Восточнославянская сказка / АН СССР. Отд-ние лит. и яз. Науч. совет по фольклору; Ин-т этнографии им. Н. Н. Миклухо-Маклая; Сост. Л. Г. Бараг, И. П. Березовский, К. П. Кабашников, Н. В. Новиков. — Л.: Наука. Ленингр. отд-ние, 1979. — 437 с.
8. Україна сміється: сатира та гумор в 3-х т. . Т.1. Народна сатира та гумор дожовтневого періоду / упор. Ф. І. Лавров, І. П. Березовський ; худ. В. К. Стеценко. — К. : Радянський письменник, 1960. — 394 с.
9. Українські народні казки про тварин / І. П. Березовський — К.: Наукова думка, 1979. — 44 с.
10. Українська народна творчість (20-30 роки XX ст.): літературний огляд / І. П. Березовський. — К. : Наукова думка, 1973. — 152 с.
11. Українська радянська фольклористика: Етапи розвитку і проблематика. Літературний огляд / Іван Павлович Березовський. — К. : Наукова думка, 1968. — 343 с.
12. Художній літопис єднання братських народів. — НТЕ, 1979 р., № 3.